# Xã Maple Ridge, Quận Isanti, Minnesota
Xã Maple Ridge (tiếng Anh: Maple Ridge Township) là một xã thuộc quận Isanti, tiểu bang Minnesota, Hoa Kỳ. Năm 2010, dân số của xã này là 761 người.